# Associazione Calcio Mortara 1949-1950
Questa voce raccoglie le informazioni riguardanti l'Associazione Calcio Mortara nelle competizioni ufficiali della stagione 1949-1950.

## Rosa
| N. |                   | Ruolo | Calciatore         |
| -- | ----------------- | ----- | ------------------ |
|    | Italia (bandiera) | A     | Carlo Biraghi      |
|    | Italia (bandiera) | A     | Fausto Bonelli     |
|    | Italia (bandiera) | P     | Emilio Buttarelli  |
|    | Italia (bandiera) | C     | Piero Colli        |
|    | Italia (bandiera) | A     | Aldo Collimedaglia |
|    | Italia (bandiera) | A     | Giovanni Cuzzoni   |
|    | Italia (bandiera) | C     | Ruggero Di Cuonzo  |
|    | Italia (bandiera) | D     | U. Galletti        |

| N. |                   | Ruolo | Calciatore      |
| -- | ----------------- | ----- | --------------- |
|    | Italia (bandiera) | D     | R. Lambertini   |
|    | Italia (bandiera) | C     | Luigi Mascherpa |
|    | Italia (bandiera) | D     | A. Re           |
|    | Italia (bandiera) | C     | José Spirolazzi |
|    | Italia (bandiera) | C     | M. Tacchini     |
|    | Italia (bandiera) | C     | F. Taccone      |
|    | Italia (bandiera) | A     | B. Vay          |
|    | Italia (bandiera) | A     | Renato Zorzolo  |